# Ai to Chōwa
Ai to Chōwa (愛と調和) ou Love & Tranquility é o sétimo álbum de estúdio solo de Sugizo, lançado em 23 de dezembro de 2020. Foi lançado em duas edições: regular e limitada.
O conceito do álbum é: "Música ambiente de salvação que suavemente se aconchega aos corações das pessoas que estão exaustas da pandemia global e permeia como água".

## Produção
Sugizo começou a trabalhar no álbum em meados de julho de 2020. Suas inspirações para o álbum foram a era Jomon, em que a harmonia e natureza eram respeitadas pelos japoneses antigos, e os grandes impactos da pandemia de COVID-19 no mundo.
O álbum contém 7 faixas instrumentais novas e 3 remixes de canções lançadas anteriormente, estas com os vocais femininos de Miwa em "A Red Ray", Maki Ohguro em "Endless ~Yami wo Koete~" e Aina the End em "Hikari no Hate". Originalmente, Sugizo gostaria que a maioria das faixas tivessem vocais femininos, mas não foi possível gravá-los por conta da pandemia:
"Em 2017, o álbum Oneness M contou com vocalistas masculinos, então desta vez eu estava planejando lançar um álbum com vocais femininos como sequência. Tive uma ótima experiência em sessões com músicos da área de jazz, soul e bossa nova, e gostaria de fazer um álbum focado nestes estilos. Porém, na situação da pandemia de coronavírus, é impossível fazer um álbum com vários cantores, então mudei tentando fazer o que eu poderia fazer sozinho." Sugizo afirma que uma de suas maiores influências é Yuji Adachi, guitarrista da banda Dead End que faleceu em junho de 2020. Em homenagem ao músico, a última faixa do álbum é um cover instrumental de "So Sweet So Lonely".
As fotografias foram feitas na ilha de Yakushima por Tatsuo Hata e o design das imagens produzido por Go Matsuda.

## Lançamento
As pré vendas iniciaram em 8 de dezembro e Ai to Chowa foi lançado em 23 de dezembro de 2020 em duas edições: regular e limitada. A regular inclui apenas um CD com as 10 faixas e um encarte de 20 páginas. A limitada (exclusiva para compra na HMV e Loopi) contém 2 CDs, um encarte de 100 páginas contendo entrevistas, fotos da paisagem de Yakushima, etc. O segundo CD apresenta dois shows ao vivo de Sugizo. Ambos os encartes contém as letras traduzidas para o inglês.

## Recepção
Alcançou a 87° posição nas paradas da Oricon Albums Chart e manteve-se por duas semanas.

## Faixas
| N.º | Título                                                              | Duração |  |
| 1.  | "Nova Terra"                                                        |         |  |
| 2.  | "Childhood’s End"                                                   |         |  |
| 3.  | "A Red Ray" (com Miwa)                                              |         |  |
| 4.  | "Tsuioku" (追憶)                                                    |         |  |
| 5.  | "Endless ~Yami wo Koete~" (ENDLESS ～闇を超えて～, com Maki Ohguro) |         |  |
| 6.  | "The Gates of Dawn"                                                 |         |  |
| 7.  | "Mindfulness"                                                       |         |  |
| 8.  | "Charon ~Shichi no Bongo~" (CHARON ～四智梵語～)                    |         |  |
| 9.  | "Hikari no Hate" (光の涯, com Aina the End)                         |         |  |
| 10. | "So Sweet So Lonely" (cover de Dead End)                            |         |  |

### Edição limitada
| CD 2 |                                                                                  |         |  |
| N.º  | Título                                                                           | Duração |  |
| 1.   | "S.T.K. / Rokkasho from SUGIZO HALF CENTURY ANNIVERSARY FES."                    |         |  |
| 2.   | "SUGIZO×HATAKEN / Multiverse Traveler from SUGIZO HALF CENTURY ANNIVERSARY FES." |         |  |